# Tomás Gutiérrez (basket-ball)
Pour les articles homonymes, voir Gutiérrez.
Tomás Gutiérrez, né le 29 décembre 1940, à Guayama, à Porto Rico et mort le 2 février 2018, est un ancien joueur portoricain de basket-ball.

## Palmarès
- 3e des Jeux panaméricains de 1963